# 845
Năm 845 là một năm trong lịch Julius.